# 電気関係法令
電気関係法令 (でんきかんけいほうれい) は、電気保安・電気事業・電気工事・電気用品関係の法令である。
電気事業法・電気工事士法・電気工事業の業務の適正化に関する法律・電気用品安全法の4本の法律は、慣例的に電気保安四法と総称される。

## 電気保安・電気事業関係
- 電気事業法
- 電気関係報告規則
- 電気設備に関する技術基準を定める省令
- 電気設備技術基準の解釈

## 電気工事関係
- 電気工事士法
- 電気工事業の業務の適正化に関する法律

## 電気用品関係
- 電気用品安全法

## 電気関係規格
- 内線規程
- 劇場等演出空間電気設備指針
- 演出空間仮設電気設備指針
- 高圧受電設備規程

その他日本電気技術規格委員会規格
- 日本産業規格

## その他の関連法令
- エネルギーの使用の合理化等に関する法律
- 労働安全衛生法
- 製造物責任法

- 建築基準法
- 建設業法
- 建築士法
- 消防法

- 航空法
- 電波法
- 電気通信事業法
- 有線電気通信法